# V686 Coronae Australis
V686 Coranae Australis eller HD 175362, är en ensam stjärna belägen i norra delen av stjärnbilden Södra kronan. Den har en högsta skenbar magnitud av ca 5,25 och är svagt synlig för blotta ögat där ljusföroreningar ej förekommer. Baserat på parallax enligt Gaia Data Release 3 på ca 6,84 mas beräknas den befinna sig på ett avstånd av ca 480 ljusår (ca 146 parsec) från solen. Den rör sig bort från solen med en heliocentrisk radialhastighet av ca 1,3 km/s. Stjärnan ingår i Scorpius-Centaurus-föreningen  och i den lokala föreningen. På dess nuvarande avstånd minskas V686 CrA:s medelljusstyrka med 0,35 magnitud på grund av fördunkling av interstellärt stoft och den har en absolut visuell magnitud på -0,24.

## Observation
V686 Coronae Australis har varit känd för att vara variabel sedan 1974. Upptäcktsrapporten listar den som en heliumvariabel med en period på 3,71 dygn. Tidigare källor ger den vanliga spektralklasser som B7.5 V, B8 IV och B9 III:. År 1976 visade sig V686 ha ett stort magnetfält i området -5 000 - 7 000 gauss. Borra et al. (1983) gav ett värde på -6 500 - 4 800 gauss. En katalog över kemiskt säregna stjärnor ger en spektralklass av B6 He wk. Si, vilket anger att den är en heliumsvag stjärna. Den har också klassificerats som en kvicksilver-mangan-stjärna.

## Egenskaper

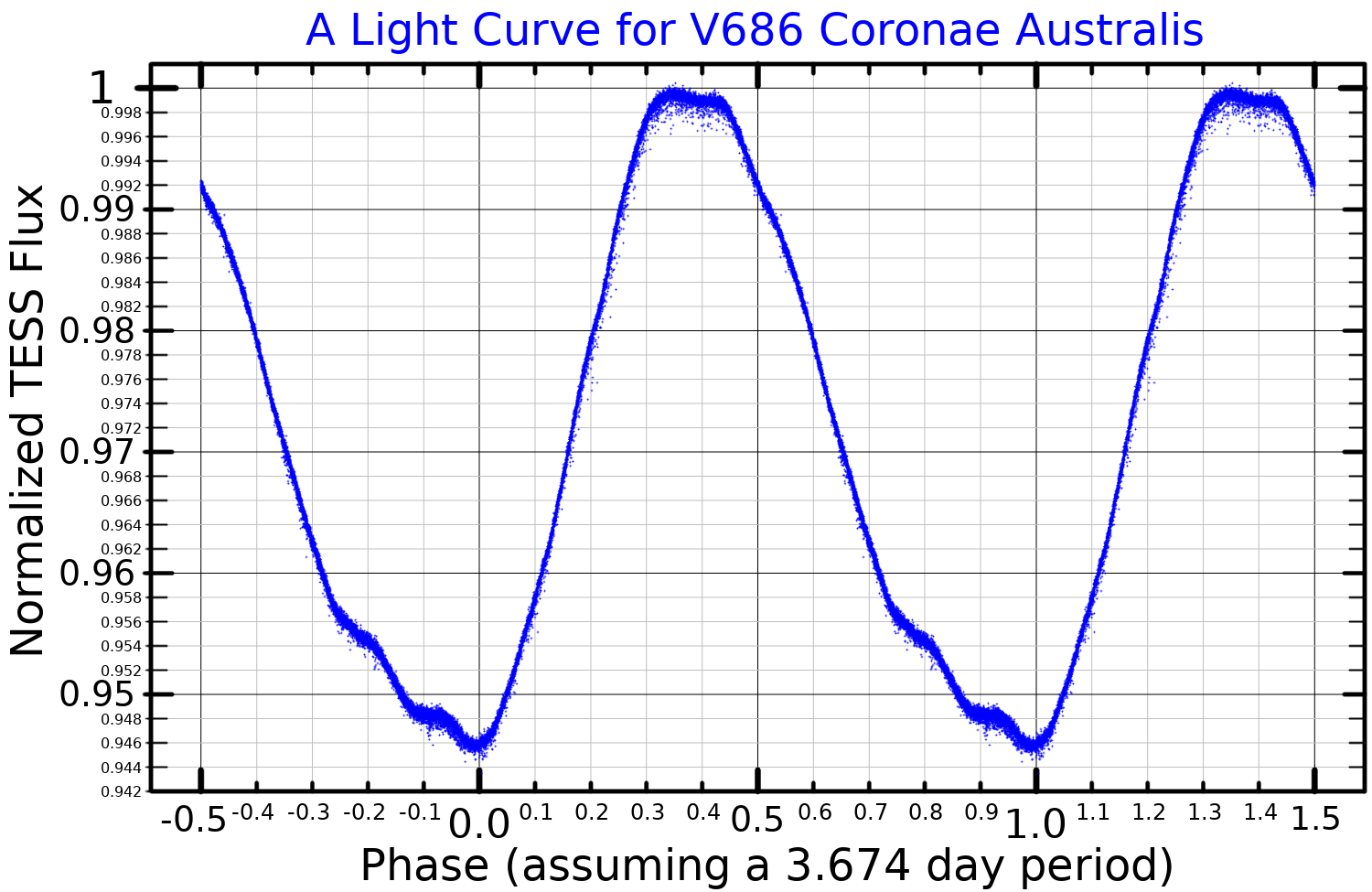
Ljuskurva i för V686 Coronae Australis, anpassad från TESS-data.

Den accepterade spektralklassen för V686 Coronae Australis är B3 V, vilket anger att den är en blå-vit huvudseriestjärna av spektraltyp B. Den har en massa av ca 4,7 solmassor och en radie av ca  3,5 solradier. Den avger 504 gånger mera energi än solen från dess fotosfär vid en effektiv temperatur av ca 16 400 K. V686 har en ovanligt hög metallicitet på [Fe/H] = +1,13, vilket är mer än 10 gånger solens. Detta tar dock bara hänsyn till stjärnans spektrum och inte hela dess sammansättning. Som de flesta kemiskt säregna stjärnor roterar den ganska långsamt och har en projicerad rotationshastighet på 45,4 km/s.
V686 Coronae Australis är en Alfa2 Canum Venaticorum-variabel som varierar i skenbar magnitud från 5,25 till 5,41 med en period av 3,674 dygn. Det har föreslagits att stjärnans rotationsperiod, och därmed den verkliga variabilitetsperioden, är 7,34 dygn med två nästan identiska minima i ljuskurvan.